# Masanobu Matsunami
Masanobu Matsunami (jap. 松波 正信, Matsunami Masanobu; * 21. November 1974 in der Präfektur Gifu) ist ein ehemaliger japanischer Fußballspieler und -trainer.

## Karriere
Matsunami erlernte das Fußballspielen in der Schulmannschaft der Teikyo High School. Seinen ersten Vertrag unterschrieb er 1993 bei Gamba Osaka. Der Verein spielte in der höchsten Liga des Landes, der J1 League. Mit dem Verein wurde er 2005 japanischer Meister. 2005 erreichte er das Finale des J.League Cup. Für den Verein absolvierte er 280 Erstligaspiele. Ende 199 beendete er seine Karriere als Fußballspieler.

## Erfolge
Gamba Osaka
- J1 League

Meister: 2005
- J.League Cup

Finalist: 2005